# Chigozie Obioma
Chigozie Obioma, född 1986 i Akure, är en nigeriansk författare som är professor i litteratur och kreativt skrivande vid University of Nebraska–Lincoln.